# 史釗域 (香港輔政司)
史釗域（英語：Frederick Stewart，1836年10月17日—1889年9月29日），教育家，英國殖民地官員，被譽為「香港公立教育之父」。
史釗域於1862年來港，擔任中央書院掌院一職。任內主張中英雙語教育，學生應該同時學習中文和英文；並於1873年推出補助學校計劃，志在提供補助資金予西方教會在香港辦學。但是當時英國殖民地政府主張宗教從教育分離的「世俗教育」，條款對教會學校的傳道活動非常嚴苛，所以補助計劃受到基督教會辦學團體的反對。此外，史釗域為鄉村學校制定規例，確保學校有合乎規格的師資、設施；又提供津貼予鄉村學校。
1883年，史釗域轉任總登記官。總登記官任內，史釗域見證總登記署效能被提升，又和保良局對涉以保護受拐婦孺。此外，他應對中法戰爭所帶來的華工罷工，與華人領袖磋商以尋求解決方案，雖然史釗域拒絕華人領袖將英軍從東華醫院撤退和以東華醫院名義發佈告示的建議，但他最後允許華人領袖以個人名義自行發佈告示。
1887年，史釗域升任輔政司。任內，他被推舉為西醫書院掌院。此外，他主持中央書院新校舍的興建工程，並協助建立中央女書院。1889年，史釗域在一場宴會中著涼，後演變成肺炎逝世，終年52歲。身後被葬於香港墳場。

## 早年生涯
史釗域1836年10月17日生於蘇格蘭鴨巴甸雷森（Rathen），是占士·史釗域（James Stewart，1810年-1896年）和珍妮·布朗（Jane Brown）所生的長子:46。史釗域另有妹妹嘉芙蓮·里昂·史釗域（Katherine Lyon Stewart，1838年－1896年）:108，以及弟弟威廉·哥頓·史釗域（William Gordon Stewart，1840年－1855年）:3。
史釗域早年就學於雷森教區學校（Rathen Parish School）以及鴨巴甸文法學校（Aberdeen Grammar School），及後升讀鴨巴甸大學國王學院（King's College）。在大學他除了擔任學生代表:40，亦是辯論好手:36。史釗域獲得倫理哲學一等獎，並以知識和道德科學一級榮譽畢業:87。畢業後旋即進入鴨巴甸大學神學院修讀神學:38。在學期間，他曾於任代課老師。
1861年，史釗域應香港政府廣告應徵香港中央書院掌院暨視學官:47。鴨巴甸大學校長彼得·金寶（Peter Colin Campbell）批准史釗域以香港教育督察員身份前往香港:52，而史釗域最終亦被聖公會會督施美夫和香港總督羅便臣挑選，成為香港中央書院掌院暨視學官。

## 殖民地生涯

### 教育生涯

#### 中央書院
史釗域到港時，香港公立教育仍然處於起步階段，因此他為中央書院建立一套制度。史釗域仿效英國文法學校，將學生分為八年班（約小學五年班）至一年班（約中學六年班）；又規定孩童須透過入學試才能入讀中央書院:136。進而到1869年，中央書院開始有畢業禮和公開考試，大眾可以到訪學校，查閱學生試題:29。
史釗域又從英國等地引入教科書。1865年，他購買一批愛爾蘭學校用書以作基礎英語課程用:24。
1865年，史釗域欲開設化學，自然哲學等課程，但中文教材欠奉，大多教材均用英文寫成，他擔心學生的英文程度不足以應付這些科目的內容，故沒有開辦相關科目。直至1869年，港督麥當勞爵士促請史釗域開辦科學課程，中央書院始開辦化學和幾何等科目，並引入實驗器材:26。

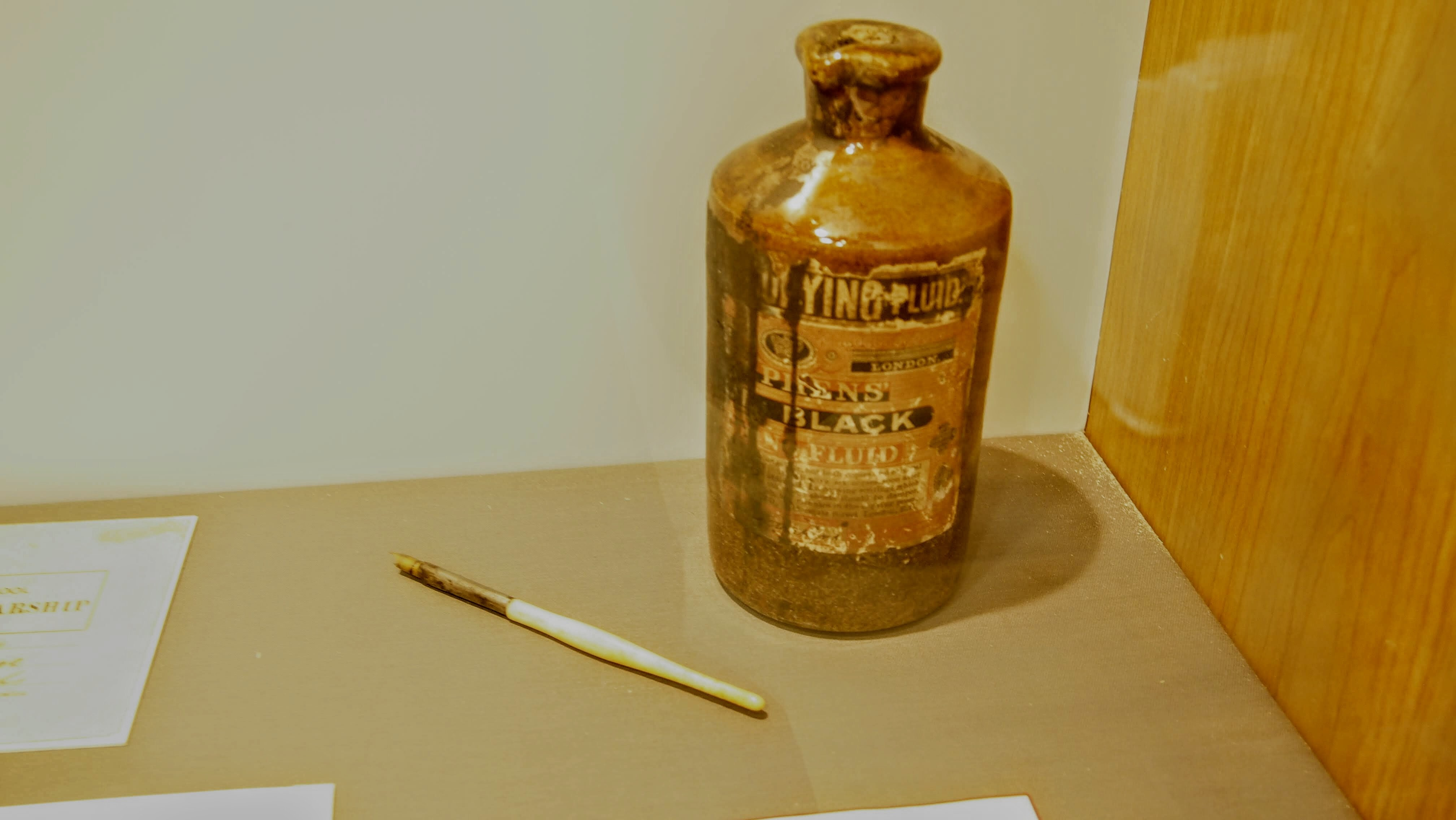
1860年代中央書院使用的石瓶墨水。

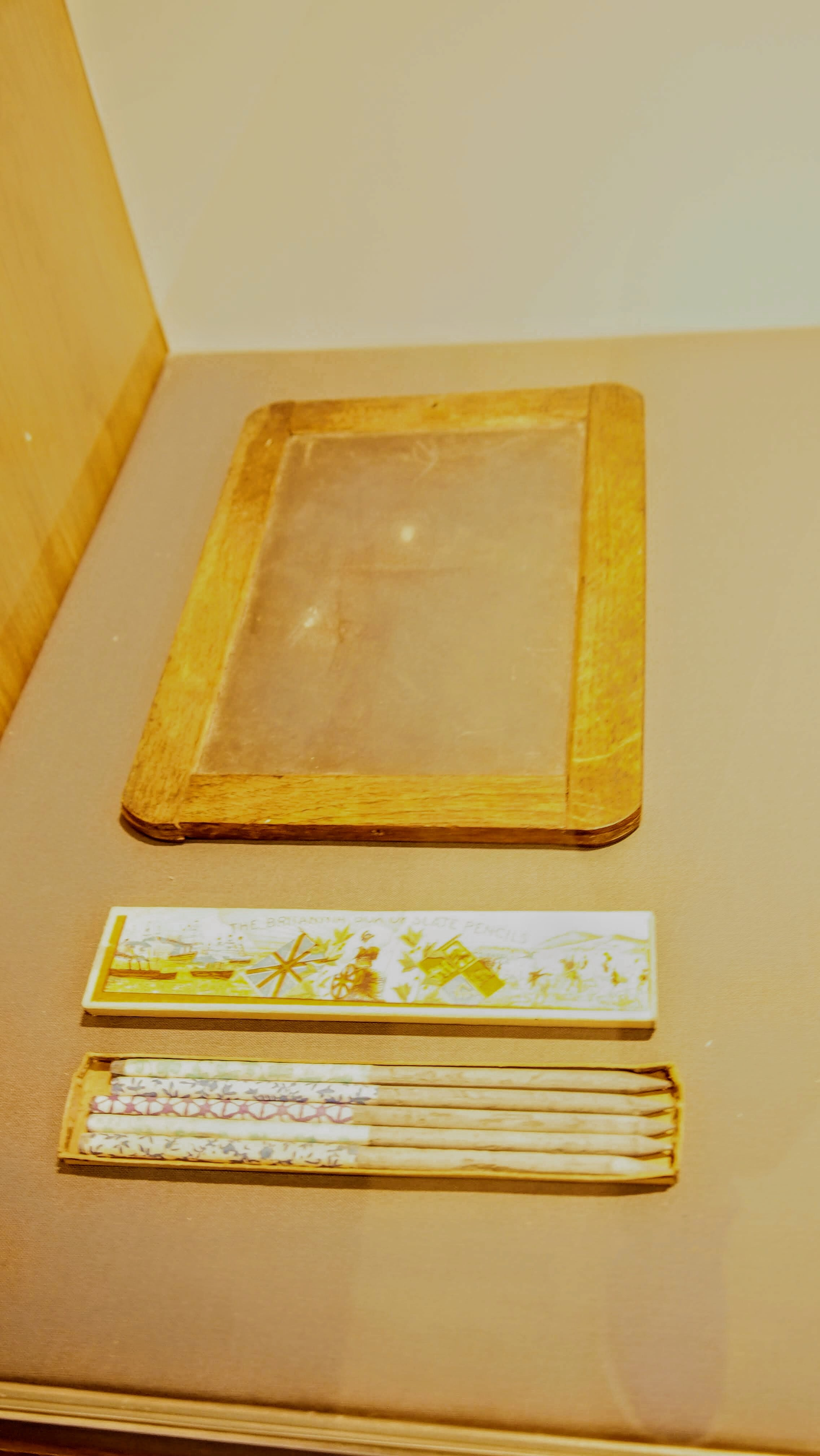
1860年代中央書院使用的石筆和石刻板

1874年，史釗域察覺到學校校舍過於狹窄，缺乏活動空間，令學生小息時只能到課室休息。兩間課室擠滿了學生，課室數量供過於求:21。課室分布亦顯得雜亂無章，有些課室甚至遠離主教學大樓:21。校舍甚至在該年9月的一場颱風中損毀:21。；而且學校沒辦法擴建－校舍周圍沒有足夠土地作擴展，校舍地基也不足以支撐第二層:21。故此他要求政府撥地作興建新校舍之用。本來堅尼地已經撥一筆錢於中央書院作興建新校舍之用，但繼任總督軒尼詩將資金扣留，令興建新校舍工程無法展開，直至1883年才能重新展開:243。

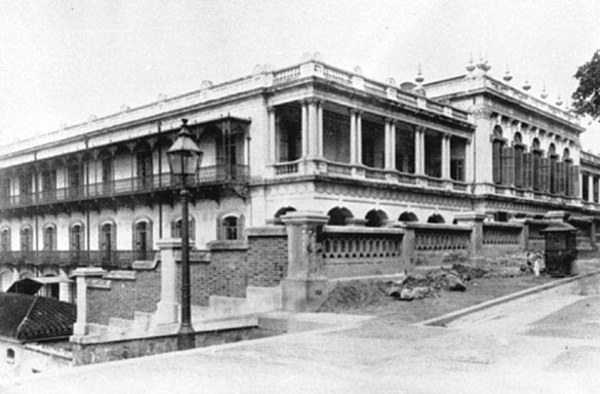
中央書院新校舍

#### 雙語教育
史釗域又於1864年訂定學校宗旨，採取中英並重的理念，指學校只收有意收讀英文者，又規定學生在中文考試合格後，方可進入英文班:136。中央書院中文班主要教授尺牘，古文，四書五經；英文班主要教授英文基礎知識，例如閱讀、拼音、文法等:141。學生經初級英語訓練後，往往能於政府或私人企業謀得一份美差，因而受華人歡迎，史釗域亦承認中央書院成功之處在於英語可以換成鈔票:111。
針對英語教育，史釗域認為應該注重英語文法多於英語會話能力:161。後來，殖民地大臣米高·希格斯·比治支持史釗域的看法，反駁軒尼詩英語會話能力至上的觀點，認為英語文法和詞彙為學生學習英語打好基礎，又認為英語文法和詞彙只有在學校才能學到。:191。在一個教育委員會上面對商人賴里（Phineas Ryrie）的質問時，史釗域又認為學校不是一個英語訓練所，其最終目的是要教育人才:105。因此教育應該要達到更高的境界:111。
主張英語教學的港督軒尼詩曾經詢問史釗域中央書院有多少學生能說英文，史釗域回答只有十分一人能說英文；軒尼詩又曾到訪鄉村學校，發覺學校老師連一句英文也不會說，故他對史釗域的雙語政策甚不滿意，要求他製作一份關於合資格教授英語的教師名單。史釗域亦如實表示鄉村學校老師只接受很少英語訓練，而且自中央書院成立之後，鄉村學校就停止教授英文，令鄉村學校整體英語水平低落。軒尼詩之後又和史釗域會面，向他傳達商界領袖、定例局非官守議員等持份者對於中央書院未能培養出英語人才的不滿，故軒尼詩認為應增加中央書院英語教學時間。史釗域為此提出反駁，認為四小時的英語課對學生來說已是極限。他又表示學校應透過擴建校舍為學生營造一個更好的學習環境，亦應聘請更多有質素的教師，來給予學生一個理想的地方學習英語。軒尼詩提出增加英語教學時間，減少中文教學時間之提案。該提案最終於1878年2月25日的教育會議中獲得通過。史釗域卻認為這是一個錯誤的政策，無法達到本來中西文化接軌的目的。

#### 世俗教育
史釗域曾於1868年明言，宗教教育和世俗教育應並存。他亦於1872年表示現今政府推行的世俗教育政策不是恆久的。社會上不同人士對史釗域世俗教育政策有不同意見。柯爾福主教批評其為「無神」的教育:31。但港督堅尼地則認為世俗教育是無可奈何的:31。有一位士蔑報讀者於1877年撰文，指出中央書院學生已因為世俗教育而失去道德規範:35。
史釗域曾經於中央書院引入聖經課程，但後來這項計劃被中止:25，因為史釗域認為老師對聖經的認識不深，無法向孩童傳達正確的聖經知識，從而達不到傳播福音的目的:108。他又指出當他感覺到學生對學習聖經有責任感的時候，才會開辦聖經課程，而政府無權強迫學生閱讀聖經:25。此外，隨著越來越多不同國籍的孩童入讀中央書院，這些孩童當中有不少信仰其他宗教，向學生灌輸基督教教義是十分困難的:28。

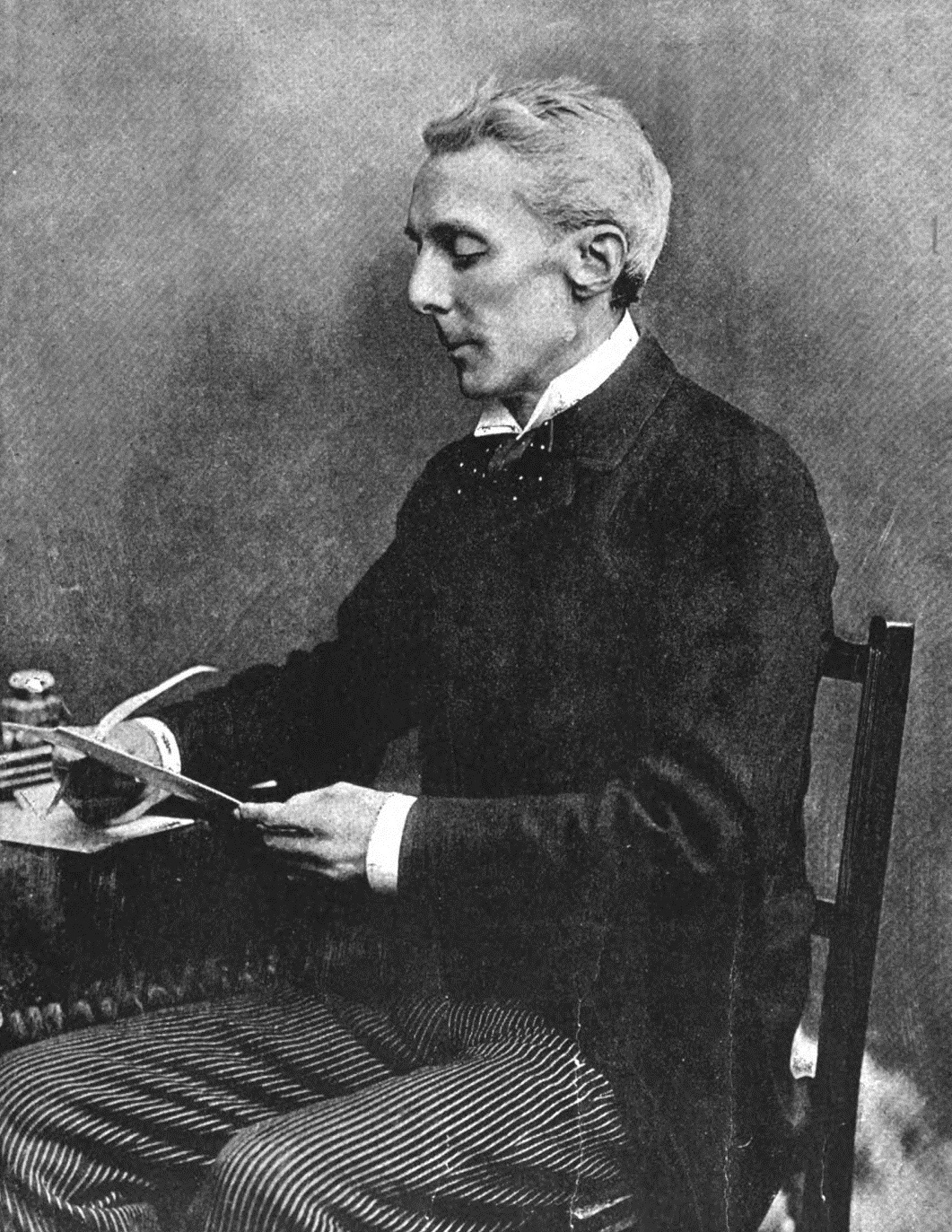
港督軒尼詩和史釗域在教育政策上意見多有不合

1873年，史釗域基於福斯特法案推出《書館補助條例》:112。法案於1873年4月24日通過:45。補助條例規定學校必須為公共初級書館，衛生條件良好，有合資格的老師和學生出勤率達到一定水平；教授世俗科目時間每日不少於四小時。最初計劃欲將補助費給予不開宗教課程的學校，又以書館學童學習世俗科目考成績作為發放費用的標準，變相令宗教教育和世俗教育分離:112。天主教教會和歐德理批評史釗域奉行「唯實主義」，又謂社會有信仰自由，不能貿然遏止宗教教育:113。此外，他們指出受資助的書室教導學生儒家、道教學說，同樣有宗教成份，但沒有被禁止，對教會並不公平:39。史釗域後來建議，不干預學校向學生傳教，准許在課餘時間教授宗教科目。基督教會歡迎此建議，但天主教會繼續表示反對:40。1877年，港督軒尼詩修訂《書館補助條例》，將世俗科目教學時數由每日不少於4小時，改為每週不少於若干時數:171。另外史釗域亦曾和米高·希格斯·比治討論修改補助法條件，令教會學校能夠獲得政府資助。此建議獲得天主教會支持，天主教教會書館紛紛加入補助書館行列:504。1878年，軒尼詩在聖保羅書院頒獎禮上曾表示補助學校應獲得更多資源:149。史釗域坦言補助學校津助不足，需要作出調整:149。政府後來增撥500元予補助計劃參與學校:157。

#### 鄉村學校
史釗域甫到任，便騎著小馬到偏遠鄉村視察學校:84。從1865年起，史釗域亦制定政策改善鄉村學校質素。他給予鄉村學校5元資助，但規定當地居民必需提供校舍和負責聘請教師:453。儘管部分鄉村學校老師仍然對村民履行協議的方式感到不滿，但大多數人都對此感到滿意。史釗域又為鄉村學校舉辦年度考試，以及每月視察鄉村學校，檢視學校教學水平，確保學校教育質素達到要求。儘管如此，史釗域認為華人對於「教育」的觀念仍然薄弱。:86。此外，他為學校班級編排、教科書等制定規例，又鼓勵家長送孩童到學校讀書:86。史釗域甚至認為政府應該設立一所男女共學的學校:86。
史釗域亦設計了一套制度，令中央書院和鄉村學校得以連結起來:124。首先，他容許鄉村學校的學生參加中央書院入學考試，以令學生更有動力追求學術成就，提升學校教學水平:124。此外，中央書院學生若在考試中獲得優秀成績，便可以成為鄉村學校教師，亦有助提升學校教學水平:125。
1873年，《書館補助條例》推行，鄉村學校被視為世俗補助學校而納入此條例監管:168。

### 卸下教育工作，轉任其他崗位
史釗域於1879年調任至助理輔政司一職，他於1880年5月至1881年7月再度擔任此職。助理輔政司任內，史釗域曾統籌夏威夷國王訪港事宜。1881年，夏威夷國王加拉嘉華訪港。史釗域負責統籌正式晚宴、招待會、茶會等活動:204。同年，史釗域辭任助理輔政司一職。社會上對他辭去職務一事充滿懷疑，士蔑報記者認為史釗域辭職是因為他和港督軒尼詩意見不合。

#### 警察裁判官
1881年，史釗域辭去中央書院校長一職，轉任警察裁判官:208。史釗域需要處理同一族裔的人、同一種族但不同族裔的人、以及不同種族的人之間的紛爭:75。儘管如此，史釗域判刑時力求公正，不偏袒任何族群:76。中國文化和西方法律有時候會有衝突，故史釗域經常會遇上一些嫌疑人遵守儀式性做法卻觸犯了法例的個案:78。史釗域處理的案件中，大多涉及盜竊、傷人罪等輕微罪案，並多以判監了事:88-89。遇上財產的所有者不為人所知的案件時，史釗域有時會向嫌疑人提出遊蕩的指控:148。不過，警方需要證明嫌疑人有犯罪記錄及缺乏固定住宿，再證實被告生活潦倒，令其控罪成立:126。史釗域有時會提交審判程序予高等法院，讓高等法院開始刑事訴訟:90-91。然後，高等法院法官將審理已經進行過一些事先審查的刑事案件，史釗域亦將成為陪審團一員:90-91。

#### 總登記官
1883年，總登記官一職出現空缺，史釗域被軒尼詩推舉為總登記官。軒尼詩看中史釗域的能力、豐富行政經驗、中文能力，又廣受華人敬重，故推薦他出任此職。士蔑報形容他是明瞭殖民地需要和行事獨立的官員。任內，史釗域成為潔淨局會議一員，負責殖民地衛生事宜。史釗域亦嘗利用團防局團練監管學校。
史釗域與副總登記官駱克合作，積極保護婦孺。當時受保良局庇護的婦女大多是妓女或被丈夫拋棄:162。1884年，他們發現受保良局庇護的婦女出嫁用的花轎被被換成普通街轎。保良局總理認為受保良局庇護的婦女有一段不光彩的過去，所以她們不配有花轎:162。
史釗域堅信這些婦女為社會所保護，故應和其他婦女一視同仁，有使用花轎的權利以及承認其妻子身份:163。在史釗域和駱克的堅持下，政府最終規定租借花轎必須呈報總登記署，讓總登記署得悉使用花轎情況:163。

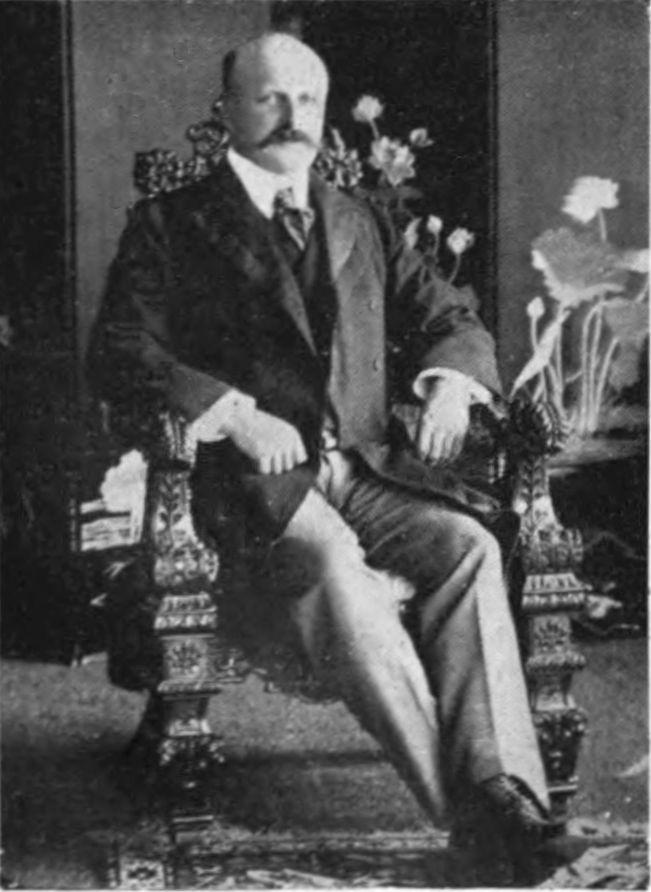
副總登記官駱克在保護婦女議題上和史釗域緊密合作

同年，他以總登記官的身份成為議政和定例兩局當然官守議員，助理總登記官的設立亦有助政府和華人溝通。同年，中法戰爭爆發，有部分工人發起罷工抵制法國。史釗域因而負責斡旋工作。東華醫院主席李德昌要求會見史釗域，但史釗域認為駱克已經會見了船工人而予以拒絕，並建議李德昌、駱克以及一眾東華醫院總理和南北行代表一同商議辦法。一位南北行商人促請政府和華人賢紳共同解決問題，史釗域予以贊成，並批准華人代表張貼告示，指示華工復工。

#### 輔政司
史釗域於1887年被委任為輔政司。殖民地部官員盧卡斯（Charles Prestwood Lucas）認為史釗域實至名歸:237；港督德輔亦盛讚史釗域是輔政司的最佳人選，認為他為社會各界所尊重。
輔政司任內，史釗域仍然關心教育事務。他協助籌劃興建中央書院新校舍，新校舍建築師圖則於1883年完成，奠基石於1884年立成:243。但是，原定於1884年開展的校舍工程卻因為史釗域、中央書院校長胡禮和工務司裴樂士於校舍設計上的分歧而未能展開，新校舍於1889年才建成:243。
1889年，政府欲為女子建立一間官立中學，歐德理被委託撰寫計劃書。他指出中央女書院以中央書院為藍本，以英語授課，並反駁社會認為女子學習英文無用，或是女子學習英文只會令自己成為妾侍的論點。史釗域支持歐德理的建議，但他指出並無足夠硬件教授華人女性西方學科:250，加上只有少數洋籍女教師通曉中文，需要從其他地方聘請女教師。因應教師需要花上一段時間學習中文，中央女書院應該是英語作為教學媒介:250。中央女書院終在1890年開辦。
此外，1887年香港西醫書院成立，史釗域亦被推舉成為掌院。
輔政司任內，史釗域亦成為香港內政主要規劃者。面對大量人口從中國遷入香港，他指出政府必須從港島內陸覓地興建房屋以安頓這些人口，亦要興建電車:244。
1889年8月至9月，德輔暫時離港，史釗域擔任署理港督。他代表香港迎接來訪的巴西軍官荷西·米若（Jose de Mello）:253。9月21日，史釗域在港督府宴會中著涼:253，感冒之後演變成複性肺炎，延至9月29日不治，終年52歲。
他的遺體翌日出殯，安葬於香港墳場。。

## 榮譽
- 榮譽法學博士（鴨巴甸大學，1879年[42]）

1885年，史釗域被港督寶雲推薦領CMG勳銜，以表揚他多年來對殖民地的貢獻。但史釗域予以婉拒，明言「勳銜不屬於他」。他甚至託好友、前按察司布林斯頓勸說寶雲取消這個構想，最後史釗域得償所願，沒有獲得CMG勳章。

## 紀念
香港聖約翰座堂裡有一塊彩繪玻璃就是為了紀念他而造:277。山頂一條名為十間（Stewart Terrace）的街道也以他命名:277。